# Jonassen Island
Jonassen Island  – wyspa wulkaniczna na Morzu Weddella przy północno-wschodnim krańcu Półwyspu Antarktycznego. 

## Nazwa
Szwedzka Wyprawa Antarktyczna (1901–1904) pod kierownictwem szwedzkiego geologa Otto Nordenskjölda (1869–1928) nadała wyspie w 1903 roku nazwę Irizar na cześć kapitana Juliana Irizara z argentyńskiego statku „Urugwaj”, który uratował uczestników ekspedycji . Rok później, francuski badacz polarny Jean-Baptiste Charcot (1867–1936) imieniem Irizara nazwał inną wyspę położoną u zachodnich wybrzeży Półwyspu Antarktycznego . Ponieważ istnienie w bliskim sąsiedztwie dwóch wysp o tej samej nazwie może wprowadzać w błąd, Advisory Committee on Antarctic Names (tłum. „Komitet doradczy ds. nazewnictwa Antarktyki”) przy United States Board on Geographic Names (tłum. „Radzie ds. Nazw Geograficznych Stanów Zjednoczonych”) zatwierdził nazwę Irizar dla wyspy Charcota . Wyspa Nordenskjölda została natomiast nazwana na cześć jednego z uczestników Szwedzkiej Wyprawy Antarktycznej – Ole Jonassena, który towarzyszył Nordenskjöldowi podczas dwóch wypraw na saniach w latach 1902–1903 .

## Geografia
Wyspa leży na Morzu Weddella na północ od Andersson Island przy południowym wejściu do cieśniny Antarctic Sound przy północno-wschodnim krańcu Półwyspu Antarktycznego (Tabarin Peninsula – wschodniego krańca przylądka Trinity Peninsula ) . Od Półwyspu Antarktycznego oddziela ją cieśnina Fridtjof Sound a od Andersson Island Yalour Sound .
Jonassen Island to niewielka wyspa – o średnicy ok. 4 km – pochodzenia wulkanicznego. Nakrywa ją czapa lodową. Jej obszar nie został poddany dokładnym badaniom. 

## Historia

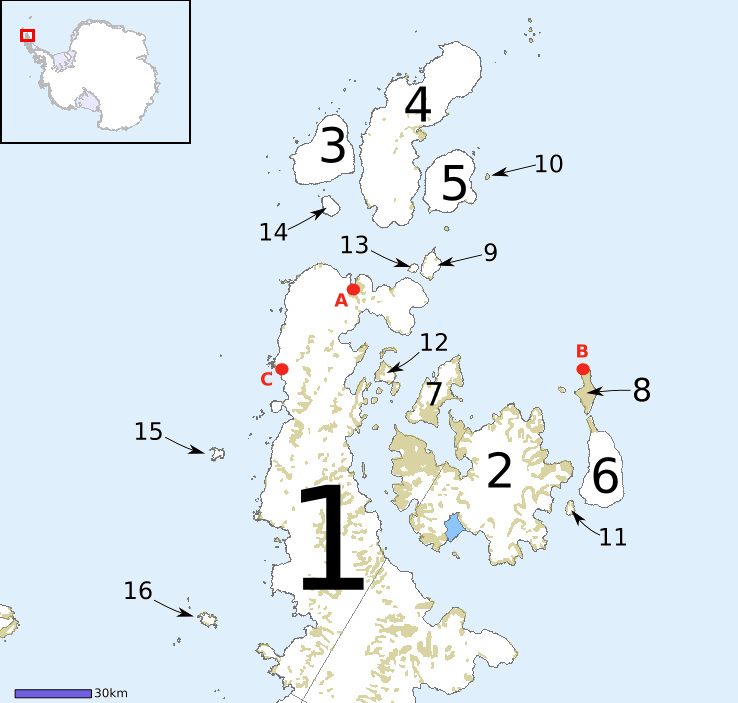
1 – Półwysep Antarktyczny; 2 – Wyspa Jamesa Rossa; 3 – D'Urville Island, 4 – Joinville Island; 5 – Dundee Island; 6 – Snow Hill Island; 7 Vega Island; 8 – Seymour Island; 9 – Andersson Island; 10 – Paulet Island; 11 – Lockyer Island; 12 – Eagle Island; 13 – Jonassen Island; 14 – Bransfield Island; 15 – Astrolabe Island; 16 – Tower Island; A – stacja w Zatoce Nadziei, B – stacja Marambio, C – stacja General Bernardo O’Higgins

Wyspa została pobieżnie zmapowana 27 lutego 1838 roku przez francuską ekspedycję badawczą (1837–1840) pod kierownictwem Jules’a Dumont d’Urville’a (1790–1842), która nazwała ją razem z Andersson Island – Île Rosamel . Zmapowana ponownie 15 stycznia 1902 roku przez Szwedzką Wyprawę Antarktyczną (1901–1904) pod kierownictwem Otto Nordenskjölda (1869–1928) i nazwana IÎle Irizar . W latach 1945–1947 zbadana przez Falkland Islands Dependencies Survey (FIDS) .